# Olī Kandī
Olī Kandī (persiska: الی كندی) är en ort i Iran.   Den ligger i provinsen Ardabil, i den nordvästra delen av landet, 500 km nordväst om huvudstaden Teheran. Olī Kandī ligger 1 437 meter över havet och antalet invånare är 154.
Terrängen runt Olī Kandī är lite bergig. Runt Olī Kandī är det ganska tätbefolkat, med 70 invånare per kvadratkilometer. Närmaste större samhälle är Germī, 10,1 km nordost om Olī Kandī. Trakten runt Olī Kandī består i huvudsak av gräsmarker.